# Hans Kortum
Hans Kortum (* 29. Januar 1923 in Egeln; † 1997) war ein deutscher Romanist.

## Leben
Von 1946 bis 1949 studierte er an der Universität Leipzig Anglistik und Romanistik. Von 1954 bis 1957 war er Abteilungssekretär im Staatssekretariat für Hochschulwesen der DDR in Berlin. Ab 1957 war er wissenschaftlicher Mitarbeiter, Arbeits- und Bereichsleiter am Zentralen Institut für Literatur der Akademie der Wissenschaften der DDR. 1962 wurde er promoviert (Die gesellschaftlichen Hintergründe der Auseinandersetzung zwischen Charles Perrault und Boileau um die Vorbildgeltung der Antike. Ein Beitrag zur Querelle des Anciens et des Modernes). 1971 erhielt er eine Professur. 1988 wurde der Vater von Sabine Kebir emeritiert.
Hans Kortum, der selbst in Leipzig ein Schüler von Werner Krauss gewesen war, wurde 1982 von der Akademie der Wissenschaften mit der Werner-Krauss-Medaille ausgezeichnet. Diese erhielt er in Anerkennung seiner literaturwissenschaftlichen Forschung auf dem Gebiet der französischen Aufklärung. 1975 erhielt er den Vaterländischen Verdienstorden in Bronze.

## Schriften (Auswahl)
- Charles Perrault und Nicolas Boileau. Der Antike-Streit im Zeitalter der klassischen französischen Literatur. Berlin 1966, OCLC 499177.
- mit Christa Gohrisch (Hg.): Werner Krauss: Zur Anthropologie des 18. Jahrhunderts. Die Frühgeschichte der Menschheit im Blickpunkt der Aufklärung. Frankfurt am Main 1987, ISBN 3-548-35248-0.